# Liste des députés allemands de la république de Weimar (3e législature)
Les députés de le troisième législature de la république de Weimar sont les députés du Reichstag élus lors des élections législatives allemandes de décembre 1924 pour la période 1924-1928.

## Liste des députés
| Land                                                                    | Circonscription                   | Élu                               | Parti | Parti |
| ----------------------------------------------------------------------- | --------------------------------- | --------------------------------- | ----- | ----- |
| État libre de Prusse                                                    | 01 (Prusse-Orientale)             | Carl Jäcker                       |       | SPD   |
| État libre de Prusse                                                    | 01 (Prusse-Orientale)             | Josef Lübbring                    |       | SPD   |
| État libre de Prusse                                                    | 01 (Prusse-Orientale)             | Hermann Schulz                    |       | SPD   |
| État libre de Prusse                                                    | 01 (Prusse-Orientale)             | Franz Behrens                     |       | DNVP  |
| État libre de Prusse                                                    | 01 (Prusse-Orientale)             | Botho-Wendt zu Eulenburg          |       | DNVP  |
| État libre de Prusse                                                    | 01 (Prusse-Orientale)             | Paul Hensel                       |       | DNVP  |
| État libre de Prusse                                                    | 01 (Prusse-Orientale)             | Dietrich Preyer                   |       | DNVP  |
| État libre de Prusse                                                    | 01 (Prusse-Orientale)             | Else von Sperber                  |       | DNVP  |
| État libre de Prusse                                                    | 01 (Prusse-Orientale)             | Eugen Wormit                      |       | DNVP  |
| État libre de Prusse                                                    | 01 (Prusse-Orientale)             | Hugo Neumann                      |       | ZEN   |
| État libre de Prusse                                                    | 01 (Prusse-Orientale)             | Ernst Scholz                      |       | DVP   |
| État libre de Prusse                                                    | 01 (Prusse-Orientale)             | Edwin Hoernle                     |       | KPD   |
| État libre de Prusse                                                    | 01 (Prusse-Orientale)             | Jürgen von Ramin                  |       | NSFP  |
| État libre de Prusse                                                    | 02 (Berlin)                       | Siegfried Aufhäuser               |       | SPD   |
| État libre de Prusse                                                    | 02 (Berlin)                       | Clara Bohm-Schuch                 |       | SPD   |
| État libre de Prusse                                                    | 02 (Berlin)                       | Arthur Crispien                   |       | SPD   |
| État libre de Prusse                                                    | 02 (Berlin)                       | Richard Fischer                   |       | SPD   |
| État libre de Prusse                                                    | 02 (Berlin)                       | Hugo Heimann                      |       | SPD   |
| État libre de Prusse                                                    | 02 (Berlin)                       | Julius Moses                      |       | SPD   |
| État libre de Prusse                                                    | 02 (Berlin)                       | Emil Berndt                       |       | DNVP  |
| État libre de Prusse                                                    | 02 (Berlin)                       | Wilhelm Laverrenz                 |       | DNVP  |
| État libre de Prusse                                                    | 02 (Berlin)                       | Theodor Paeth                     |       | DNVP  |
| État libre de Prusse                                                    | 02 (Berlin)                       | Ulrike Scheidel                   |       | DNVP  |
| État libre de Prusse                                                    | 02 (Berlin)                       | Paul Beusch                       |       | ZEN   |
| État libre de Prusse                                                    | 02 (Berlin)                       | Hans von Raumer                   |       | DVP   |
| État libre de Prusse                                                    | 02 (Berlin)                       | Emil Eichhorn                     |       | KPD   |
| État libre de Prusse                                                    | 02 (Berlin)                       | Ruth Fischer                      |       | KPD   |
| État libre de Prusse                                                    | 02 (Berlin)                       | Arthur Rosenberg                  |       | KPD   |
| État libre de Prusse                                                    | 02 (Berlin)                       | Erich Koch                        |       | DDP   |
| État libre de Prusse                                                    | 02 (Berlin)                       | Marie-Elisabeth Lüders            |       | DDP   |
| État libre de Prusse                                                    | 02 (Berlin)                       | Jacob Ludwig Mollath              |       | WP    |
| État libre de Prusse                                                    | 03 (Potsdam II)                   | Eduard Bernstein                  |       | SPD   |
| État libre de Prusse                                                    | 03 (Potsdam II)                   | Franz Künstler                    |       | SPD   |
| État libre de Prusse                                                    | 03 (Potsdam II)                   | Kurt Löwenstein                   |       | SPD   |
| État libre de Prusse                                                    | 03 (Potsdam II)                   | Fritz Zubeil                      |       | SPD   |
| État libre de Prusse                                                    | 03 (Potsdam II)                   | Fritz Geisler                     |       | DNVP  |
| État libre de Prusse                                                    | 03 (Potsdam II)                   | Paula Müller-Otfried              |       | DNVP  |
| État libre de Prusse                                                    | 03 (Potsdam II)                   | Wilhelm Ohler                     |       | DNVP  |
| État libre de Prusse                                                    | 03 (Potsdam II)                   | Kuno von Westarp                  |       | DNVP  |
| État libre de Prusse                                                    | 03 (Potsdam II)                   | Siegfried von Kardorff            |       | DVP   |
| État libre de Prusse                                                    | 03 (Potsdam II)                   | Ottomar Geschke                   |       | KPD   |
| État libre de Prusse                                                    | 03 (Potsdam II)                   | Karl Vierath                      |       | KPD   |
| État libre de Prusse                                                    | 03 (Potsdam II)                   | Bernhard Dernburg                 |       | DDP   |
| État libre de Prusse                                                    | 04 (Potsdam I)                    | Rudolf Breitscheid                |       | SPD   |
| État libre de Prusse                                                    | 04 (Potsdam I)                    | Marie Juchacz                     |       | SPD   |
| État libre de Prusse                                                    | 04 (Potsdam I)                    | Wilhelm Staab                     |       | SPD   |
| État libre de Prusse                                                    | 04 (Potsdam I)                    | Rudolf Wissell                    |       | SPD   |
| État libre de Prusse                                                    | 04 (Potsdam I)                    | Gustav Budjuhn                    |       | DNVP  |
| État libre de Prusse                                                    | 04 (Potsdam I)                    | Paul Giese                        |       | DNVP  |
| État libre de Prusse                                                    | 04 (Potsdam I)                    | Karl Steiniger                    |       | DNVP  |
| État libre de Prusse                                                    | 04 (Potsdam I)                    | Walter Stubbendorff               |       | DNVP  |
| État libre de Prusse                                                    | 04 (Potsdam I)                    | Heinrich Schnee                   |       | DVP   |
| État libre de Prusse                                                    | 04 (Potsdam I)                    | Paul Schlecht                     |       | KPD   |
| État libre de Prusse                                                    | 04 (Potsdam I)                    | Werner Scholem                    |       | KPD   |
| État libre de Prusse                                                    | 04 (Potsdam I)                    | Ludwig Bergsträsser               |       | DDP   |
| État libre de Prusse                                                    | 04 (Potsdam I)                    | Franz Holzamer                    |       | WP    |
| État libre de Prusse                                                    | 05 (Francfort)                    | Carl Giebel                       |       | SPD   |
| État libre de Prusse                                                    | 05 (Francfort)                    | Franz Kotzke                      |       | SPD   |
| État libre de Prusse                                                    | 05 (Francfort)                    | Oswald Schumann                   |       | SPD   |
| État libre de Prusse                                                    | 05 (Francfort)                    | Otto Wels                         |       | SPD   |
| État libre de Prusse                                                    | 05 (Francfort)                    | Wilhelm Bruhn                     |       | DNVP  |
| État libre de Prusse                                                    | 05 (Francfort)                    | Hans Arthur von Kemnitz           |       | DNVP  |
| État libre de Prusse                                                    | 05 (Francfort)                    | Walter von Keudell                |       | DNVP  |
| État libre de Prusse                                                    | 05 (Francfort)                    | Paul Schulze                      |       | DNVP  |
| État libre de Prusse                                                    | 05 (Francfort)                    | Kurt Wege                         |       | DNVP  |
| État libre de Prusse                                                    | 05 (Francfort)                    | Bernhard Buchholz                 |       | ZEN   |
| État libre de Prusse                                                    | 05 (Francfort)                    | Curt Hoff                         |       | DVP   |
| État libre de Prusse                                                    | 06 (Poméranie)                    | Otto Friedrich Passehl            |       | SPD   |
| État libre de Prusse                                                    | 06 (Poméranie)                    | Georg Schmidt                     |       | SPD   |
| État libre de Prusse                                                    | 06 (Poméranie)                    | Gustav Schumann                   |       | SPD   |
| État libre de Prusse                                                    | 06 (Poméranie)                    | Willy Jandrey                     |       | DNVP  |
| État libre de Prusse                                                    | 06 (Poméranie)                    | Ernst Mentzel                     |       | DNVP  |
| État libre de Prusse                                                    | 06 (Poméranie)                    | Hans Schlange                     |       | DNVP  |
| État libre de Prusse                                                    | 06 (Poméranie)                    | Otto Schmidt                      |       | DNVP  |
| État libre de Prusse                                                    | 06 (Poméranie)                    | Maria Schott                      |       | DNVP  |
| État libre de Prusse                                                    | 06 (Poméranie)                    | Georg Schultz                     |       | DNVP  |
| État libre de Prusse                                                    | 06 (Poméranie)                    | Johannes Wolf                     |       | DNVP  |
| État libre de Prusse                                                    | 06 (Poméranie)                    | Fritz Mittelmann                  |       | DVP   |
| État libre de Prusse                                                    | 06 (Poméranie)                    | Wilhelm Obendiek                  |       | KPD   |
| État libre de Prusse                                                    | 06 (Poméranie)                    | Ernst Lemmer                      |       | DDP   |
| État libre de Prusse                                                    | 07 (Breslau)                      | Maria Ansorge                     |       | SPD   |
| État libre de Prusse                                                    | 07 (Breslau)                      | Franz Feldmann                    |       | SPD   |
| État libre de Prusse                                                    | 07 (Breslau)                      | Paul Löbe                         |       | SPD   |
| État libre de Prusse                                                    | 07 (Breslau)                      | Max Seppel                        |       | SPD   |
| État libre de Prusse                                                    | 07 (Breslau)                      | Carl Wendemuth                    |       | SPD   |
| État libre de Prusse                                                    | 07 (Breslau)                      | Axel von Freytagh-Loringhoven     |       | DNVP  |
| État libre de Prusse                                                    | 07 (Breslau)                      | Gustav Hülser                     |       | DNVP  |
| État libre de Prusse                                                    | 07 (Breslau)                      | Paul Lejeune-Jung                 |       | DNVP  |
| État libre de Prusse                                                    | 07 (Breslau)                      | Prätorius von Richthofen          |       | DNVP  |
| État libre de Prusse                                                    | 07 (Breslau)                      | Heinrich Brüning                  |       | ZEN   |
| État libre de Prusse                                                    | 07 (Breslau)                      | Ludwig Perlitius                  |       | ZEN   |
| État libre de Prusse                                                    | 07 (Breslau)                      | Karl-Anton Schulte                |       | ZEN   |
| État libre de Prusse                                                    | 07 (Breslau)                      | Werner von Rheinbaben             |       | DVP   |
| État libre de Prusse                                                    | 08 (Liegnitz)                     | Otto Buchwitz                     |       | SPD   |
| État libre de Prusse                                                    | 08 (Liegnitz)                     | Anna Nemitz                       |       | SPD   |
| État libre de Prusse                                                    | 08 (Liegnitz)                     | Paul Taubadel                     |       | SPD   |
| État libre de Prusse                                                    | 08 (Liegnitz)                     | Oskar Hergt                       |       | DNVP  |
| État libre de Prusse                                                    | 08 (Liegnitz)                     | Hermann Schröter                  |       | DNVP  |
| État libre de Prusse                                                    | 08 (Liegnitz)                     | Heinrich Wilkens                  |       | ZEN   |
| État libre de Prusse                                                    | 08 (Liegnitz)                     | Max Schmidt                       |       | DVP   |
| État libre de Prusse                                                    | 08 (Liegnitz)                     | Julius Kopsch                     |       | DDP   |
| État libre de Prusse                                                    | 09 (Oppeln)                       | Johannes Stelling                 |       | SPD   |
| État libre de Prusse                                                    | 09 (Oppeln)                       | Edgar Wolf                        |       | DNVP  |
| État libre de Prusse                                                    | 09 (Oppeln)                       | Adalbert Beck                     |       | ZEN   |
| État libre de Prusse                                                    | 09 (Oppeln)                       | Franz Ehrhardt                    |       | ZEN   |
| État libre de Prusse                                                    | 09 (Oppeln)                       | Carl Ulitzka                      |       | ZEN   |
| État libre de Prusse                                                    | 09 (Oppeln)                       | Anton Jadasch                     |       | KPD   |
| État libre de Prusse                                                    | 09 (Oppeln)                       | Friedrich Jendrosch               |       | KPD   |
| État libre de Prusse                                                    | 10 (Magdebourg)                   | Marie Arning                      |       | SPD   |
| État libre de Prusse                                                    | 10 (Magdebourg)                   | Paul Bader                        |       | SPD   |
| État libre de Prusse                                                    | 10 (Magdebourg)                   | Gustav Bauer                      |       | SPD   |
| État libre de Prusse                                                    | 10 (Magdebourg)                   | Ferdinand Bender                  |       | SPD   |
| État libre de Prusse                                                    | 10 (Magdebourg)                   | Wilhelm Dittmann                  |       | SPD   |
| État libre de Prusse                                                    | 10 (Magdebourg)                   | Hermann Silberschmidt             |       | SPD   |
| État libre de Prusse                                                    | 10 (Magdebourg)                   | Ernst Martin                      |       | DNVP  |
| État libre de Prusse                                                    | 10 (Magdebourg)                   | Carl Rieseberg                    |       | DNVP  |
| État libre de Prusse                                                    | 10 (Magdebourg)                   | Martin Schiele                    |       | DNVP  |
| État libre de Prusse                                                    | 10 (Magdebourg)                   | Walther Kulenkampff               |       | DVP   |
| État libre de Prusse                                                    | 10 (Magdebourg)                   | Hermann Westermann                |       | DVP   |
| État libre de Prusse                                                    | 10 (Magdebourg)                   | August Creutzburg                 |       | KPD   |
| État libre de Prusse                                                    | 10 (Magdebourg)                   | Hermann Hummel                    |       | DDP   |
| État libre de Prusse                                                    | 11 (Mersebourg)                   | Richard Krüger                    |       | SPD   |
| État libre de Prusse                                                    | 11 (Mersebourg)                   | Franz Peters                      |       | SPD   |
| État libre de Prusse                                                    | 11 (Mersebourg)                   | Günther Gereke                    |       | DNVP  |
| État libre de Prusse                                                    | 11 (Mersebourg)                   | Emil Hemeter                      |       | DNVP  |
| État libre de Prusse                                                    | 11 (Mersebourg)                   | Bernhard Leopold                  |       | DNVP  |
| État libre de Prusse                                                    | 11 (Mersebourg)                   | Carl Cremer                       |       | DVP   |
| État libre de Prusse                                                    | 11 (Mersebourg)                   | Wilhelm Koenen                    |       | KPD   |
| État libre de Prusse                                                    | 11 (Mersebourg)                   | Kurt Rosenbaum                    |       | KPD   |
| Land de Thuringe                                                        | 12 (Thuringe)                     | Wilhelm Bock                      |       | SPD   |
| Land de Thuringe                                                        | 12 (Thuringe)                     | August Frölich                    |       | SPD   |
| Land de Thuringe                                                        | 12 (Thuringe)                     | Georg Dietrich                    |       | SPD   |
| Land de Thuringe                                                        | 12 (Thuringe)                     | Kurt Rosenfeld                    |       | SPD   |
| Land de Thuringe                                                        | 12 (Thuringe)                     | Mathilde Wurm                     |       | SPD   |
| Land de Thuringe                                                        | 12 (Thuringe)                     | Friedrich Döbrich                 |       | DNVP  |
| Land de Thuringe                                                        | 12 (Thuringe)                     | Walther Graef                     |       | DNVP  |
| Land de Thuringe                                                        | 12 (Thuringe)                     | Franz Hänse                       |       | DNVP  |
| Land de Thuringe                                                        | 12 (Thuringe)                     | Bruno Schneider                   |       | DNVP  |
| Land de Thuringe                                                        | 12 (Thuringe)                     | Anton Höfle                       |       | ZEN   |
| Land de Thuringe                                                        | 12 (Thuringe)                     | Richard Leutheußer                |       | DVP   |
| Land de Thuringe                                                        | 12 (Thuringe)                     | Clara Mende                       |       | DVP   |
| Land de Thuringe                                                        | 12 (Thuringe)                     | Friedrich Pfeffer                 |       | DVP   |
| Land de Thuringe                                                        | 12 (Thuringe)                     | Emil Höllein                      |       | KPD   |
| Land de Thuringe                                                        | 12 (Thuringe)                     | Karl Korsch                       |       | KPD   |
| Land de Thuringe                                                        | 12 (Thuringe)                     | Franz Stöhr                       |       | NSFP  |
| Land de Thuringe                                                        | 12 (Thuringe)                     | Johannes Dunkel                   |       | WP    |
| État libre de Prusse                                                    | 13 (Schleswig-Holstein)           | Louis Biester                     |       | SPD   |
| État libre de Prusse                                                    | 13 (Schleswig-Holstein)           | Otto Eggerstedt                   |       | SPD   |
| État libre de Prusse                                                    | 13 (Schleswig-Holstein)           | Max Richter                       |       | SPD   |
| État libre de Prusse                                                    | 13 (Schleswig-Holstein)           | Louise Schroeder                  |       | SPD   |
| État libre de Prusse                                                    | 13 (Schleswig-Holstein)           | Peter Bossen                      |       | DNVP  |
| État libre de Prusse                                                    | 13 (Schleswig-Holstein)           | Paul Eggers                       |       | DNVP  |
| État libre de Prusse                                                    | 13 (Schleswig-Holstein)           | Ernst Oberfohren                  |       | DNVP  |
| État libre de Prusse                                                    | 13 (Schleswig-Holstein)           | Richard Thomsen                   |       | DNVP  |
| État libre de Prusse                                                    | 13 (Schleswig-Holstein)           | Ernst Hamkens                     |       | DVP   |
| État libre de Prusse                                                    | 13 (Schleswig-Holstein)           | Heinrich Runkel                   |       | DVP   |
| État libre de Prusse                                                    | 13 (Schleswig-Holstein)           | Hugo Urbahns                      |       | KPD   |
| État libre de Prusse                                                    | 13 (Schleswig-Holstein)           | Johann Heinrich von Bernstorff    |       | DDP   |
| État libre de Prusse                                                    | 14 (Weser-Ems)                    | Wilhelm Helling                   |       | SPD   |
| État libre de Prusse                                                    | 14 (Weser-Ems)                    | Alfred Henke                      |       | SPD   |
| État libre de Prusse                                                    | 14 (Weser-Ems)                    | Oskar Hünlich                     |       | SPD   |
| État libre de Prusse                                                    | 14 (Weser-Ems)                    | Otto Fürst von Bismarck           |       | DNVP  |
| État libre de Prusse                                                    | 14 (Weser-Ems)                    | Heinrich Brauns                   |       | ZEN   |
| État libre de Prusse                                                    | 14 (Weser-Ems)                    | Theodor Pennemann                 |       | ZEN   |
| État libre de Prusse                                                    | 14 (Weser-Ems)                    | Alfred Gildemeister               |       | DVP   |
| État libre de Prusse                                                    | 14 (Weser-Ems)                    | Gottfried Schurig                 |       | DDP   |
| État libre de Prusse                                                    | 15 (Hanovre-Oriental)             | Friedrich Nowack                  |       | SPD   |
| État libre de Prusse                                                    | 15 (Hanovre-Oriental)             | Friedrich Peine                   |       | SPD   |
| État libre de Prusse                                                    | 15 (Hanovre-Oriental)             | Otto Schmidt-Hannover             |       | DNVP  |
| État libre de Prusse                                                    | 15 (Hanovre-Oriental)             | Heinrich Beythien                 |       | DVP   |
| État libre de Prusse                                                    | 15 (Hanovre-Oriental)             | Ludwig Alpers                     |       | DHP   |
| État libre de Prusse                                                    | 15 (Hanovre-Oriental)             | Heinrich Meyer                    |       | DHP   |
| État libre de Prusse                                                    | 15 (Hanovre-Oriental)             | Carl Sievers                      |       | DHP   |
| État libre de Prusse                                                    | 16 (Hanovre-du-Sud-Brunswick)     | Elise Bartels                     |       | SPD   |
| État libre de Prusse                                                    | 16 (Hanovre-du-Sud-Brunswick)     | August Brey                       |       | SPD   |
| État libre de Prusse                                                    | 16 (Hanovre-du-Sud-Brunswick)     | Paul Junke                        |       | SPD   |
| État libre de Prusse                                                    | 16 (Hanovre-du-Sud-Brunswick)     | August Karsten                    |       | SPD   |
| État libre de Prusse                                                    | 16 (Hanovre-du-Sud-Brunswick)     | Joseph Schaffner                  |       | SPD   |
| État libre de Prusse                                                    | 16 (Hanovre-du-Sud-Brunswick)     | Richard Schiller                  |       | SPD   |
| État libre de Prusse                                                    | 16 (Hanovre-du-Sud-Brunswick)     | Diederich Logemann                |       | DNVP  |
| État libre de Prusse                                                    | 16 (Hanovre-du-Sud-Brunswick)     | Erich Wienbeck                    |       | DNVP  |
| État libre de Prusse                                                    | 16 (Hanovre-du-Sud-Brunswick)     | Heinrich Steiger                  |       | ZEN   |
| État libre de Prusse                                                    | 16 (Hanovre-du-Sud-Brunswick)     | Helmuth Albrecht                  |       | DVP   |
| État libre de Prusse                                                    | 16 (Hanovre-du-Sud-Brunswick)     | Friedrich Cramm                   |       | DVP   |
| État libre de Prusse                                                    | 16 (Hanovre-du-Sud-Brunswick)     | Hartmann von Richthofen           |       | DDP   |
| État libre de Prusse                                                    | 16 (Hanovre-du-Sud-Brunswick)     | Georg Weidenhöfer                 |       | NSFP  |
| État libre de Prusse                                                    | 16 (Hanovre-du-Sud-Brunswick)     | August Hampe                      |       | DHP   |
| État libre de Prusse                                                    | 16 (Hanovre-du-Sud-Brunswick)     | Friedrich Wilhelm Nolte           |       | DHP   |
| État libre de Prusse                                                    | 17 (Westphalie-du-Nord)           | Alfred Janschek                   |       | SPD   |
| État libre de Prusse                                                    | 17 (Westphalie-du-Nord)           | Wilhelm Schlüter                  |       | SPD   |
| État libre de Prusse                                                    | 17 (Westphalie-du-Nord)           | Carl Schreck                      |       | SPD   |
| État libre de Prusse                                                    | 17 (Westphalie-du-Nord)           | Carl Severing                     |       | SPD   |
| État libre de Prusse                                                    | 17 (Westphalie-du-Nord)           | Alfred Hugenberg                  |       | DNVP  |
| État libre de Prusse                                                    | 17 (Westphalie-du-Nord)           | Gottfried Treviranus              |       | DNVP  |
| État libre de Prusse                                                    | 17 (Westphalie-du-Nord)           | Franz Bornefeld-Ettmann           |       | ZEN   |
| État libre de Prusse                                                    | 17 (Westphalie-du-Nord)           | Carl Herold                       |       | ZEN   |
| État libre de Prusse                                                    | 17 (Westphalie-du-Nord)           | Rudolf ten Hompel                 |       | ZEN   |
| État libre de Prusse                                                    | 17 (Westphalie-du-Nord)           | Hermann Lange-Hegermann           |       | ZEN   |
| État libre de Prusse                                                    | 17 (Westphalie-du-Nord)           | Georg Schreiber                   |       | ZEN   |
| État libre de Prusse                                                    | 17 (Westphalie-du-Nord)           | Adam Stegerwald                   |       | ZEN   |
| État libre de Prusse                                                    | 17 (Westphalie-du-Nord)           | Heinrich Engberding               |       | DVP   |
| État libre de Prusse                                                    | 17 (Westphalie-du-Nord)           | Otto Hugo                         |       | DVP   |
| État libre de Prusse                                                    | 17 (Westphalie-du-Nord)           | Peter Maslowski                   |       | KPD   |
| État libre de Prusse                                                    | 17 (Westphalie-du-Nord)           | Robert Neddermeyer                |       | KPD   |
| État libre de Prusse                                                    | 18 (Westphalie-du-Sud)            | Friedrich Ernst Husemann          |       | SPD   |
| État libre de Prusse                                                    | 18 (Westphalie-du-Sud)            | Max König                         |       | SPD   |
| État libre de Prusse                                                    | 18 (Westphalie-du-Sud)            | Konrad Ludwig                     |       | SPD   |
| État libre de Prusse                                                    | 18 (Westphalie-du-Sud)            | Berta Schulz                      |       | SPD   |
| État libre de Prusse                                                    | 18 (Westphalie-du-Sud)            | Robert Schmidt                    |       | SPD   |
| État libre de Prusse                                                    | 18 (Westphalie-du-Sud)            | Reinhard Mumm                     |       | DNVP  |
| État libre de Prusse                                                    | 18 (Westphalie-du-Sud)            | Otto Rippel                       |       | DNVP  |
| État libre de Prusse                                                    | 18 (Westphalie-du-Sud)            | Johannes Becker                   |       | ZEN   |
| État libre de Prusse                                                    | 18 (Westphalie-du-Sud)            | Heinrich Imbusch                  |       | ZEN   |
| État libre de Prusse                                                    | 18 (Westphalie-du-Sud)            | Agnes Neuhaus                     |       | ZEN   |
| État libre de Prusse                                                    | 18 (Westphalie-du-Sud)            | Hans Nientimp                     |       | ZEN   |
| État libre de Prusse                                                    | 18 (Westphalie-du-Sud)            | Anton Rheinländer                 |       | ZEN   |
| État libre de Prusse                                                    | 18 (Westphalie-du-Sud)            | Paul Schulz-Gahmen                |       | ZEN   |
| État libre de Prusse                                                    | 18 (Westphalie-du-Sud)            | Hermann Klingspor                 |       | DVP   |
| État libre de Prusse                                                    | 18 (Westphalie-du-Sud)            | August Winnefeld                  |       | DVP   |
| État libre de Prusse                                                    | 18 (Westphalie-du-Sud)            | Philipp Dengel                    |       | KPD   |
| État libre de Prusse                                                    | 18 (Westphalie-du-Sud)            | Max Schütz                        |       | KPD   |
| État libre de Prusse                                                    | 18 (Westphalie-du-Sud)            | Paul Ziegler                      |       | DDP   |
| État libre de Prusse                                                    | 19 (Hesse-Nassau)                 | Heinrich Becker                   |       | SPD   |
| État libre de Prusse                                                    | 19 (Hesse-Nassau)                 | Robert Dißmann                    |       | SPD   |
| État libre de Prusse                                                    | 19 (Hesse-Nassau)                 | Gustav Hoch                       |       | SPD   |
| État libre de Prusse                                                    | 19 (Hesse-Nassau)                 | Heinrich Hüttmann                 |       | SPD   |
| État libre de Prusse                                                    | 19 (Hesse-Nassau)                 | Philipp Scheidemann               |       | SPD   |
| État libre de Prusse                                                    | 19 (Hesse-Nassau)                 | Michael Schnabrich                |       | SPD   |
| État libre de Prusse                                                    | 19 (Hesse-Nassau)                 | Emil Hartwig                      |       | DNVP  |
| État libre de Prusse                                                    | 19 (Hesse-Nassau)                 | Heinrich Lind                     |       | DNVP  |
| État libre de Prusse                                                    | 19 (Hesse-Nassau)                 | Hans-Erdmann von Lindeiner-Wildau |       | DNVP  |
| État libre de Prusse                                                    | 19 (Hesse-Nassau)                 | August Crone-Münzebrock           |       | ZEN   |
| État libre de Prusse                                                    | 19 (Hesse-Nassau)                 | Friedrich Dessauer                |       | ZEN   |
| État libre de Prusse                                                    | 19 (Hesse-Nassau)                 | Jean Albert Schwarz               |       | ZEN   |
| État libre de Prusse                                                    | 19 (Hesse-Nassau)                 | Karl Hepp                         |       | DVP   |
| État libre de Prusse                                                    | 19 (Hesse-Nassau)                 | Wilhelm Kalle                     |       | DVP   |
| État libre de Prusse                                                    | 19 (Hesse-Nassau)                 | Wilhelm Münzenberg                |       | KPD   |
| État libre de Prusse                                                    | 19 (Hesse-Nassau)                 | Walther Schücking                 |       | DDP   |
| État libre de Prusse                                                    | 20 (Aix-la-Chapelle-Cologne)      | Luise Schiffgens                  |       | SPD   |
| État libre de Prusse                                                    | 20 (Aix-la-Chapelle-Cologne)      | Wilhelm Sollmann                  |       | SPD   |
| État libre de Prusse                                                    | 20 (Aix-la-Chapelle-Cologne)      | Max Wallraf                       |       | DNVP  |
| État libre de Prusse                                                    | 20 (Aix-la-Chapelle-Cologne)      | Thomas Eßer                       |       | ZEN   |
| État libre de Prusse                                                    | 20 (Aix-la-Chapelle-Cologne)      | Otto Gerig                        |       | ZEN   |
| État libre de Prusse                                                    | 20 (Aix-la-Chapelle-Cologne)      | Karl Hofmann                      |       | ZEN   |
| État libre de Prusse                                                    | 20 (Aix-la-Chapelle-Cologne)      | Joseph Joos                       |       | ZEN   |
| État libre de Prusse                                                    | 20 (Aix-la-Chapelle-Cologne)      | Rudolf Schetter                   |       | ZEN   |
| État libre de Prusse                                                    | 20 (Aix-la-Chapelle-Cologne)      | Josef Sinn                        |       | ZEN   |
| État libre de Prusse                                                    | 20 (Aix-la-Chapelle-Cologne)      | Christine Teusch                  |       | ZEN   |
| État libre de Prusse                                                    | 20 (Aix-la-Chapelle-Cologne)      | Paul Moldenhauer                  |       | DVP   |
| État libre de Prusse                                                    | 20 (Aix-la-Chapelle-Cologne)      | Wilhelm Florin                    |       | KPD   |
| État libre de Prusse                                                    | 21 (Coblence-Trèves)              | Emil Kirschmann                   |       | SPD   |
| État libre de Prusse                                                    | 21 (Coblence-Trèves)              | Theodor von Guérard               |       | ZEN   |
| État libre de Prusse                                                    | 21 (Coblence-Trèves)              | Ludwig Kaas                       |       | ZEN   |
| État libre de Prusse                                                    | 21 (Coblence-Trèves)              | Peter Kerp                        |       | ZEN   |
| État libre de Prusse                                                    | 21 (Coblence-Trèves)              | Matthias Neyses                   |       | ZEN   |
| État libre de Prusse                                                    | 21 (Coblence-Trèves)              | Peter Tremmel                     |       | ZEN   |
| État libre de Prusse                                                    | 22 (Düsseldorf-Est)               | Lore Agnes                        |       | SPD   |
| État libre de Prusse                                                    | 22 (Düsseldorf-Est)               | Heinrich Limbertz                 |       | SPD   |
| État libre de Prusse                                                    | 22 (Düsseldorf-Est)               | Hans Ellenbeck                    |       | DNVP  |
| État libre de Prusse                                                    | 22 (Düsseldorf-Est)               | Wilhelm Koch                      |       | DNVP  |
| État libre de Prusse                                                    | 22 (Düsseldorf-Est)               | Karl Neuhaus                      |       | DNVP  |
| État libre de Prusse                                                    | 22 (Düsseldorf-Est)               | Johannes Giesberts                |       | ZEN   |
| État libre de Prusse                                                    | 22 (Düsseldorf-Est)               | Wilhelm Marx                      |       | ZEN   |
| État libre de Prusse                                                    | 22 (Düsseldorf-Est)               | Peter Schlack                     |       | ZEN   |
| État libre de Prusse                                                    | 22 (Düsseldorf-Est)               | Helene Weber                      |       | ZEN   |
| État libre de Prusse                                                    | 22 (Düsseldorf-Est)               | Otto Adams                        |       | DVP   |
| État libre de Prusse                                                    | 22 (Düsseldorf-Est)               | Adolf Kempkes                     |       | DVP   |
| État libre de Prusse                                                    | 22 (Düsseldorf-Est)               | Artur Koenig                      |       | KPD   |
| État libre de Prusse                                                    | 22 (Düsseldorf-Est)               | Theodor Neubauer                  |       | KPD   |
| État libre de Prusse                                                    | 22 (Düsseldorf-Est)               | Otto Weber                        |       | KPD   |
| État libre de Prusse                                                    | 22 (Düsseldorf-Est)               | Anton Erkelenz                    |       | DDP   |
| État libre de Prusse                                                    | 23 (Düsseldorf-Ouest)             | Otto Braun                        |       | SPD   |
| État libre de Prusse                                                    | 23 (Düsseldorf-Ouest)             | Johannes Thabor                   |       | SPD   |
| État libre de Prusse                                                    | 23 (Düsseldorf-Ouest)             | Gottfried von Dryander            |       | DNVP  |
| État libre de Prusse                                                    | 23 (Düsseldorf-Ouest)             | Joseph Allekotte                  |       | ZEN   |
| État libre de Prusse                                                    | 23 (Düsseldorf-Ouest)             | Johannes Bell                     |       | ZEN   |
| État libre de Prusse                                                    | 23 (Düsseldorf-Ouest)             | Johannes Blum                     |       | ZEN   |
| État libre de Prusse                                                    | 23 (Düsseldorf-Ouest)             | Florian Klöckner                  |       | ZEN   |
| État libre de Prusse                                                    | 23 (Düsseldorf-Ouest)             | Franz Wieber                      |       | ZEN   |
| État libre de Prusse                                                    | 23 (Düsseldorf-Ouest)             | Otto Most                         |       | DVP   |
| État libre de Prusse                                                    | 23 (Düsseldorf-Ouest)             | Heinrich Schlagewerth             |       | KPD   |
| État libre de Prusse                                                    | 23 (Düsseldorf-Ouest)             | Wilhelm Schwan                    |       | KPD   |
| Bavière                                                                 | 24 (Haute-Bavière-Souabe)         | Alwin Saenger                     |       | SPD   |
| Bavière                                                                 | 24 (Haute-Bavière-Souabe)         | Georg Simon                       |       | SPD   |
| Bavière                                                                 | 24 (Haute-Bavière-Souabe)         | Hans Unterleitner                 |       | SPD   |
| Bavière                                                                 | 24 (Haute-Bavière-Souabe)         | Arnold Spuler                     |       | DNVP  |
| Bavière                                                                 | 24 (Haute-Bavière-Souabe)         | Alfred von Tirpitz                |       | DNVP  |
| Bavière                                                                 | 24 (Haute-Bavière-Souabe)         | Albert Buchmann                   |       | KPD   |
| Bavière                                                                 | 24 (Haute-Bavière-Souabe)         | Sebastian Diernreiter             |       | BVP   |
| Bavière                                                                 | 24 (Haute-Bavière-Souabe)         | Erich Emminger                    |       | BVP   |
| Bavière                                                                 | 24 (Haute-Bavière-Souabe)         | Franz Xaver Lang                  |       | BVP   |
| Bavière                                                                 | 24 (Haute-Bavière-Souabe)         | Martin Loibl                      |       | BVP   |
| Bavière                                                                 | 24 (Haute-Bavière-Souabe)         | Hans Rauch                        |       | BVP   |
| Bavière                                                                 | 24 (Haute-Bavière-Souabe)         | Rudolf Schwarzer                  |       | BVP   |
| Bavière                                                                 | 24 (Haute-Bavière-Souabe)         | Wilhelm Frick                     |       | NSFP  |
| Bavière                                                                 | 24 (Haute-Bavière-Souabe)         | Georg Eisenberger                 |       | BBB   |
| Bavière                                                                 | 24 (Haute-Bavière-Souabe)         | Fritz Kling                       |       | BBB   |
| Bavière                                                                 | 25 (Basse-Bavière-Haut-Palatinat) | Antonie Pfülf                     |       | SPD   |
| Bavière                                                                 | 25 (Basse-Bavière-Haut-Palatinat) | Franz Dauer                       |       | BVP   |
| Bavière                                                                 | 25 (Basse-Bavière-Haut-Palatinat) | Franz Gerauer                     |       | BVP   |
| Bavière                                                                 | 25 (Basse-Bavière-Haut-Palatinat) | Michael Horlacher                 |       | BVP   |
| Bavière                                                                 | 25 (Basse-Bavière-Haut-Palatinat) | Joseph Pfleger                    |       | BVP   |
| Bavière                                                                 | 25 (Basse-Bavière-Haut-Palatinat) | Benedikt Bachmeier                |       | BBB   |
| Bavière                                                                 | 25 (Basse-Bavière-Haut-Palatinat) | Thomas Kaltenecker                |       | BBB   |
| Bavière                                                                 | 26 (Franconie)                    | Adolf Braun                       |       | SPD   |
| Bavière                                                                 | 26 (Franconie)                    | Hermann Müller                    |       | SPD   |
| Bavière                                                                 | 26 (Franconie)                    | Hans Seidel                       |       | SPD   |
| Bavière                                                                 | 26 (Franconie)                    | Josef Simon                       |       | SPD   |
| Bavière                                                                 | 26 (Franconie)                    | Johann Vogel                      |       | SPD   |
| Bavière                                                                 | 26 (Franconie)                    | Georg Bachmann                    |       | DNVP  |
| Bavière                                                                 | 26 (Franconie)                    | Curt Wilhelm Fromm                |       | DNVP  |
| Bavière                                                                 | 26 (Franconie)                    | Hans Sachs                        |       | DNVP  |
| Bavière                                                                 | 26 (Franconie)                    | Hermann Strathmann                |       | DNVP  |
| Bavière                                                                 | 26 (Franconie)                    | August Vordemfelde                |       | DNVP  |
| Bavière                                                                 | 26 (Franconie)                    | Johann Meyer                      |       | KPD   |
| Bavière                                                                 | 26 (Franconie)                    | Georg Sparrer                     |       | DDP   |
| Bavière                                                                 | 26 (Franconie)                    | Liborius Gerstenberger            |       | BVP   |
| Bavière                                                                 | 26 (Franconie)                    | Franz Herbert                     |       | BVP   |
| Bavière                                                                 | 26 (Franconie)                    | Johann Leicht                     |       | BVP   |
| Bavière                                                                 | 26 (Franconie)                    | Hugo Graf von Lerchenfeld         |       | BVP   |
| Bavière                                                                 | 26 (Franconie)                    | Carl Schirmer                     |       | BVP   |
| Bavière                                                                 | 26 (Franconie)                    | Hans Dietrich                     |       | NSFP  |
| Bavière                                                                 | 26 (Franconie)                    | Andreas Kerschbaum                |       | BBB   |
| Bavière                                                                 | 27 (Palatinat)                    | Johannes Hoffmann                 |       | SPD   |
| Bavière                                                                 | 27 (Palatinat)                    | Gerhard Jacobshagen               |       | SPD   |
| Bavière                                                                 | 27 (Palatinat)                    | Heinrich Janson                   |       | DVP   |
| Bavière                                                                 | 27 (Palatinat)                    | Michael Bayersdörfer              |       | BVP   |
| État libre de Saxe                                                      | 28 (Dresde-Bautzen)               | Hermann Fleißner                  |       | SPD   |
| État libre de Saxe                                                      | 28 (Dresde-Bautzen)               | Hermann Krätzig                   |       | SPD   |
| État libre de Saxe                                                      | 28 (Dresde-Bautzen)               | Johannes Schirmer                 |       | SPD   |
| État libre de Saxe                                                      | 28 (Dresde-Bautzen)               | Richard Schmidt                   |       | SPD   |
| État libre de Saxe                                                      | 28 (Dresde-Bautzen)               | Tony Sender                       |       | SPD   |
| État libre de Saxe                                                      | 28 (Dresde-Bautzen)               | Anna Margarete Stegmann           |       | SPD   |
| État libre de Saxe                                                      | 28 (Dresde-Bautzen)               | Georg Barth                       |       | DNVP  |
| État libre de Saxe                                                      | 28 (Dresde-Bautzen)               | Alwin Domsch                      |       | DNVP  |
| État libre de Saxe                                                      | 28 (Dresde-Bautzen)               | Georg Hartmann                    |       | DNVP  |
| État libre de Saxe                                                      | 28 (Dresde-Bautzen)               | Reinhold Quaatz                   |       | DNVP  |
| État libre de Saxe                                                      | 28 (Dresde-Bautzen)               | Rudolf Heinze                     |       | DVP   |
| État libre de Saxe                                                      | 28 (Dresde-Bautzen)               | Rudolph Schneider                 |       | DVP   |
| État libre de Saxe                                                      | 28 (Dresde-Bautzen)               | Siegfried Rädel                   |       | KPD   |
| État libre de Saxe                                                      | 28 (Dresde-Bautzen)               | Wilhelm Külz                      |       | DDP   |
| État libre de Saxe                                                      | 28 (Dresde-Bautzen)               | Oskar Beier                       |       | WP    |
| État libre de Saxe                                                      | 29 (Leipzig)                      | Richard Lipinski                  |       | SPD   |
| État libre de Saxe                                                      | 29 (Leipzig)                      | Hugo Saupe                        |       | SPD   |
| État libre de Saxe                                                      | 29 (Leipzig)                      | Minna Schilling                   |       | SPD   |
| État libre de Saxe                                                      | 29 (Leipzig)                      | Friedrich Seger                   |       | SPD   |
| État libre de Saxe                                                      | 29 (Leipzig)                      | Otto Hoetzsch                     |       | DNVP  |
| État libre de Saxe                                                      | 29 (Leipzig)                      | Albrecht Philipp                  |       | DNVP  |
| État libre de Saxe                                                      | 29 (Leipzig)                      | Otto Thiel                        |       | DVP   |
| État libre de Saxe                                                      | 29 (Leipzig)                      | Johannes Wunderlich               |       | DVP   |
| État libre de Saxe                                                      | 29 (Leipzig)                      | Max Strötzel                      |       | KPD   |
| État libre de Saxe                                                      | 29 (Leipzig)                      | Walter Goetz                      |       | DDP   |
| État libre de Saxe                                                      | 30 (Chemnitz-Zwickau)             | Bernhard Kuhnt                    |       | SPD   |
| État libre de Saxe                                                      | 30 (Chemnitz-Zwickau)             | Paul Levi                         |       | SPD   |
| État libre de Saxe                                                      | 30 (Chemnitz-Zwickau)             | Max Seydewitz                     |       | SPD   |
| État libre de Saxe                                                      | 30 (Chemnitz-Zwickau)             | Heinrich Ströbel                  |       | SPD   |
| État libre de Saxe                                                      | 30 (Chemnitz-Zwickau)             | Daniel Stücklen                   |       | SPD   |
| État libre de Saxe                                                      | 30 (Chemnitz-Zwickau)             | Franz Biener                      |       | DNVP  |
| État libre de Saxe                                                      | 30 (Chemnitz-Zwickau)             | Heinrich Dietze                   |       | DNVP  |
| État libre de Saxe                                                      | 30 (Chemnitz-Zwickau)             | Walther Rademacher                |       | DNVP  |
| État libre de Saxe                                                      | 30 (Chemnitz-Zwickau)             | Franz Brüninghaus                 |       | DVP   |
| État libre de Saxe                                                      | 30 (Chemnitz-Zwickau)             | Adolf Findeisen                   |       | DVP   |
| État libre de Saxe                                                      | 30 (Chemnitz-Zwickau)             | Paul Bertz                        |       | KPD   |
| État libre de Saxe                                                      | 30 (Chemnitz-Zwickau)             | Ernst Schneller                   |       | KPD   |
| État libre de Saxe                                                      | 30 (Chemnitz-Zwickau)             | Alfred Brodauf                    |       | DDP   |
| État libre de Saxe                                                      | 30 (Chemnitz-Zwickau)             | Gottfried Feder                   |       | NSFP  |
| État libre de Saxe                                                      | 30 (Chemnitz-Zwickau)             | Ernst Lucke                       |       | WP    |
| État libre populaire de Wurtemberg                                      | 31 (Wurtemberg)                   | Karl Hildenbrand                  |       | SPD   |
| État libre populaire de Wurtemberg                                      | 31 (Wurtemberg)                   | Wilhelm Keil                      |       | SPD   |
| État libre populaire de Wurtemberg                                      | 31 (Wurtemberg)                   | Erich Roßmann                     |       | SPD   |
| État libre populaire de Wurtemberg                                      | 31 (Wurtemberg)                   | Alexander Schlicke                |       | SPD   |
| État libre populaire de Wurtemberg                                      | 31 (Wurtemberg)                   | Wilhelm Bazille                   |       | DNVP  |
| État libre populaire de Wurtemberg                                      | 31 (Wurtemberg)                   | Wilhelm Haag                      |       | DNVP  |
| État libre populaire de Wurtemberg                                      | 31 (Wurtemberg)                   | Friedrich Siller                  |       | DNVP  |
| État libre populaire de Wurtemberg                                      | 31 (Wurtemberg)                   | Franz Schenk von Stauffenberg     |       | DNVP  |
| État libre populaire de Wurtemberg                                      | 31 (Wurtemberg)                   | Wilhelm Vogt                      |       | DNVP  |
| État libre populaire de Wurtemberg                                      | 31 (Wurtemberg)                   | Josef Andre                       |       | ZEN   |
| État libre populaire de Wurtemberg                                      | 31 (Wurtemberg)                   | Eugen Bolz                        |       | ZEN   |
| État libre populaire de Wurtemberg                                      | 31 (Wurtemberg)                   | Franz Feilmayr                    |       | ZEN   |
| État libre populaire de Wurtemberg                                      | 31 (Wurtemberg)                   | Johannes Groß                     |       | ZEN   |
| État libre populaire de Wurtemberg                                      | 31 (Wurtemberg)                   | Theodor Bickes                    |       | DVP   |
| État libre populaire de Wurtemberg                                      | 31 (Wurtemberg)                   | Hermann Remmele                   |       | KPD   |
| État libre populaire de Wurtemberg                                      | 31 (Wurtemberg)                   | Theodor Heuss                     |       | DDP   |
| État libre populaire de Wurtemberg                                      | 31 (Wurtemberg)                   | Philipp Wieland                   |       | DDP   |
| République de Bade                                                      | 32 (Bade)                         | Oskar Geck                        |       | SPD   |
| République de Bade                                                      | 32 (Bade)                         | Stefan Meier                      |       | SPD   |
| République de Bade                                                      | 32 (Bade)                         | Georg Schöpflin                   |       | SPD   |
| République de Bade                                                      | 32 (Bade)                         | Alfred Hanemann                   |       | DNVP  |
| République de Bade                                                      | 32 (Bade)                         | Hermann Julier                    |       | DNVP  |
| République de Bade                                                      | 32 (Bade)                         | Anton Damm                        |       | ZEN   |
| République de Bade                                                      | 32 (Bade)                         | Carl Diez                         |       | ZEN   |
| République de Bade                                                      | 32 (Bade)                         | Joseph Ersing                     |       | ZEN   |
| République de Bade                                                      | 32 (Bade)                         | Constantin Fehrenbach             |       | ZEN   |
| République de Bade                                                      | 32 (Bade)                         | Franz Sonner                      |       | ZEN   |
| République de Bade                                                      | 32 (Bade)                         | Joseph Wirth                      |       | ZEN   |
| République de Bade                                                      | 32 (Bade)                         | Julius Curtius                    |       | DVP   |
| République de Bade                                                      | 32 (Bade)                         | Georg Kenzler                     |       | KPD   |
| République de Bade                                                      | 32 (Bade)                         | Hermann Dietrich                  |       | DDP   |
| État populaire de Hesse                                                 | 33 (Hesse-Darmstadt)              | Eduard David                      |       | SPD   |
| État populaire de Hesse                                                 | 33 (Hesse-Darmstadt)              | Ludwig Quessel                    |       | SPD   |
| État populaire de Hesse                                                 | 33 (Hesse-Darmstadt)              | Carl Ulrich                       |       | SPD   |
| État populaire de Hesse                                                 | 33 (Hesse-Darmstadt)              | Wilhelm Dorsch                    |       | DNVP  |
| État populaire de Hesse                                                 | 33 (Hesse-Darmstadt)              | Fritz Bockius                     |       | ZEN   |
| État populaire de Hesse                                                 | 33 (Hesse-Darmstadt)              | Wilhelm Knoll                     |       | ZEN   |
| État populaire de Hesse                                                 | 33 (Hesse-Darmstadt)              | Johann Becker                     |       | DVP   |
| État populaire de Hesse                                                 | 33 (Hesse-Darmstadt)              | Adolf Korell                      |       | DDP   |
| Hambourg                                                                | 34 (Hambourg)                     | Peter Graßmann                    |       | SPD   |
| Hambourg                                                                | 34 (Hambourg)                     | Franz Laufkötter                  |       | SPD   |
| Hambourg                                                                | 34 (Hambourg)                     | Johanne Reitze                    |       | SPD   |
| Hambourg                                                                | 34 (Hambourg)                     | Carl Brekelbaum                   |       | DNVP  |
| Hambourg                                                                | 34 (Hambourg)                     | Gottfried Gok                     |       | DNVP  |
| Hambourg                                                                | 34 (Hambourg)                     | Walther Dauch                     |       | DVP   |
| Hambourg                                                                | 34 (Hambourg)                     | Ernst Thälmann                    |       | KPD   |
| Hambourg                                                                | 34 (Hambourg)                     | Johannes Büll                     |       | DDP   |
| État libre de Mecklembourg-Schwerin État libre de Mecklembourg-Strelitz | 35 (Mecklembourg)                 | Wilhelm Kröger                    |       | SPD   |
| État libre de Mecklembourg-Schwerin État libre de Mecklembourg-Strelitz | 35 (Mecklembourg)                 | Julius Leber                      |       | SPD   |
| État libre de Mecklembourg-Schwerin État libre de Mecklembourg-Strelitz | 35 (Mecklembourg)                 | Friedrich Everling                |       | DNVP  |
| État libre de Mecklembourg-Schwerin État libre de Mecklembourg-Strelitz | 35 (Mecklembourg)                 | Friedrich von der Schulenburg     |       | DNVP  |
| État libre de Mecklembourg-Schwerin État libre de Mecklembourg-Strelitz | 35 (Mecklembourg)                 | Paul Schröder                     |       | NSFP  |
| Liste                                                                   | /                                 | Paul Hertz                        |       | SPD   |
| Liste                                                                   | /                                 | Rudolf Hilferding                 |       | SPD   |
| Liste                                                                   | /                                 | Otto Landsberg                    |       | SPD   |
| Liste                                                                   | /                                 | Heinrich Schulz                   |       | SPD   |
| Liste                                                                   | /                                 | Friedrich Stampfer                |       | SPD   |
| Liste                                                                   | /                                 | Willy Steinkopf                   |       | SPD   |
| Liste                                                                   | /                                 | Paul Baecker                      |       | DNVP  |
| Liste                                                                   | /                                 | Margarete Behm                    |       | DNVP  |
| Liste                                                                   | /                                 | Georg Best                        |       | DNVP  |
| Liste                                                                   | /                                 | Johann Georg von Dewitz           |       | DNVP  |
| Liste                                                                   | /                                 | Hermann Dietrich                  |       | DNVP  |
| Liste                                                                   | /                                 | Hans von Goldacker                |       | DNVP  |
| Liste                                                                   | /                                 | Karl Haedenkamp                   |       | DNVP  |
| Liste                                                                   | /                                 | Gustav Harmony                    |       | DNVP  |
| Liste                                                                   | /                                 | Moritz Klönne                     |       | DNVP  |
| Liste                                                                   | /                                 | Theodor Christian Körner          |       | DNVP  |
| Liste                                                                   | /                                 | Walther Lambach                   |       | DNVP  |
| Liste                                                                   | /                                 | Karl Lohmann                      |       | DNVP  |
| Liste                                                                   | /                                 | Felix von Merveldt                |       | DNVP  |
| Liste                                                                   | /                                 | Jakob Wilhelm Reichert            |       | DNVP  |
| Liste                                                                   | /                                 | Martin Spahn                      |       | DNVP  |
| Liste                                                                   | /                                 | Ferdinand Werner                  |       | DNVP  |
| Liste                                                                   | /                                 | Hedwig Dransfeld                  |       | ZEN   |
| Liste                                                                   | /                                 | Hermann Hofmann                   |       | ZEN   |
| Liste                                                                   | /                                 | Johann Koch                       |       | ZEN   |
| Liste                                                                   | /                                 | Clemens Lammers                   |       | ZEN   |
| Liste                                                                   | /                                 | Adam Röder                        |       | ZEN   |
| Liste                                                                   | /                                 | Peter Spahn                       |       | ZEN   |
| Liste                                                                   | /                                 | August Wegmann                    |       | ZEN   |
| Liste                                                                   | /                                 | Heinrich Havemann                 |       | DVP   |
| Liste                                                                   | /                                 | Wilhelm Kahl                      |       | DVP   |
| Liste                                                                   | /                                 | Otto Keinath                      |       | DVP   |
| Liste                                                                   | /                                 | Elsa Matz                         |       | DVP   |
| Liste                                                                   | /                                 | Albrecht Morath                   |       | DVP   |
| Liste                                                                   | /                                 | Jakob Riesser                     |       | DVP   |
| Liste                                                                   | /                                 | Theodor Seibert                   |       | DVP   |
| Liste                                                                   | /                                 | Kurt Sorge                        |       | DVP   |
| Liste                                                                   | /                                 | Gustav Stresemann                 |       | DVP   |
| Liste                                                                   | /                                 | Albert Zapf                       |       | DVP   |
| Liste                                                                   | /                                 | Martha Arendsee                   |       | KPD   |
| Liste                                                                   | /                                 | Hans Bohla                        |       | KPD   |
| Liste                                                                   | /                                 | Friedrich Heckert                 |       | KPD   |
| Liste                                                                   | /                                 | Hans Pfeiffer                     |       | KPD   |
| Liste                                                                   | /                                 | Ernst Putz                        |       | KPD   |
| Liste                                                                   | /                                 | Ernst Schwarz                     |       | KPD   |
| Liste                                                                   | /                                 | Walter Stoecker                   |       | KPD   |
| Liste                                                                   | /                                 | Ernst Torgler                     |       | KPD   |
| Liste                                                                   | /                                 | Clara Zetkin                      |       | KPD   |
| Liste                                                                   | /                                 | Franz Bartschat                   |       | DDP   |
| Liste                                                                   | /                                 | Karl Böhme                        |       | DDP   |
| Liste                                                                   | /                                 | Otto Fischbeck                    |       | DDP   |
| Liste                                                                   | /                                 | Hermann Fischer                   |       | DDP   |
| Liste                                                                   | /                                 | Ludwig Haas                       |       | DDP   |
| Liste                                                                   | /                                 | Oscar Meyer                       |       | DDP   |
| Liste                                                                   | /                                 | Heinrich Rönneburg                |       | DDP   |
| Liste                                                                   | /                                 | Gustav Schneider                  |       | DDP   |
| Liste                                                                   | /                                 | Otto Schuldt                      |       | DDP   |
| Liste                                                                   | /                                 | Thusnelda Lang-Brumann            |       | BVP   |
| Liste                                                                   | /                                 | Wilhelm Merck                     |       | BVP   |
| Liste                                                                   | /                                 | Karl Troßmann                     |       | BVP   |
| Liste                                                                   | /                                 | Albrecht von Graefe               |       | NSFP  |
| Liste                                                                   | /                                 | Wilhelm Henning                   |       | NSFP  |
| Liste                                                                   | /                                 | Wilhelm Kube                      |       | NSFP  |
| Liste                                                                   | /                                 | Erich Ludendorff                  |       | NSFP  |
| Liste                                                                   | /                                 | Ernst Graf zu Reventlow           |       | NSFP  |
| Liste                                                                   | /                                 | Paul Seiffert                     |       | NSFP  |
| Liste                                                                   | /                                 | Gregor Strasser                   |       | NSFP  |
| Liste                                                                   | /                                 | Fritz Borrmann                    |       | WP    |
| Liste                                                                   | /                                 | Johann Viktor Bredt               |       | WP    |
| Liste                                                                   | /                                 | Hermann Drewitz                   |       | WP    |
| Liste                                                                   | /                                 | Franz Jörissen                    |       | WP    |
| Liste                                                                   | /                                 | Artur Petzold                     |       | WP    |
| Liste                                                                   | /                                 | Otto Strauß                       |       | WP    |
| Liste                                                                   | /                                 | Anton Fehr                        |       | BBB   |